# Buchenbühl
Buchenbühl is een plaats in de Duitse gemeente Neurenberg, deelstaat Beieren, en telt 2342 inwoners (2005).